# OmniROM
OmniROM于2013年起创立，基于AOSP打造，其开发团队包含离开CyanogenMod的开发人员和数名来自其它项目的开发者。

## 开发
OmniROM 的成立是为了响应 ROM 项目CyanogenMod的商业化。在启动时，该项目提供了基于 Android Jelly Bean的自定义固件，并在发布后不久就转移到了Android KitKat。
Russell Holly表示，“OmniRom是Android的终极微调器ROM。”后来的一篇评论说，OmniRom是“目前为数不多的专注于社区的Android版本之一，它专注于支持尽可能多的设备，同时尽可能多地添加新功能。”

## 延伸阅读
- CyanogenMod
- AOKP
- AOSP